# Miasteczko ruchu drogowego

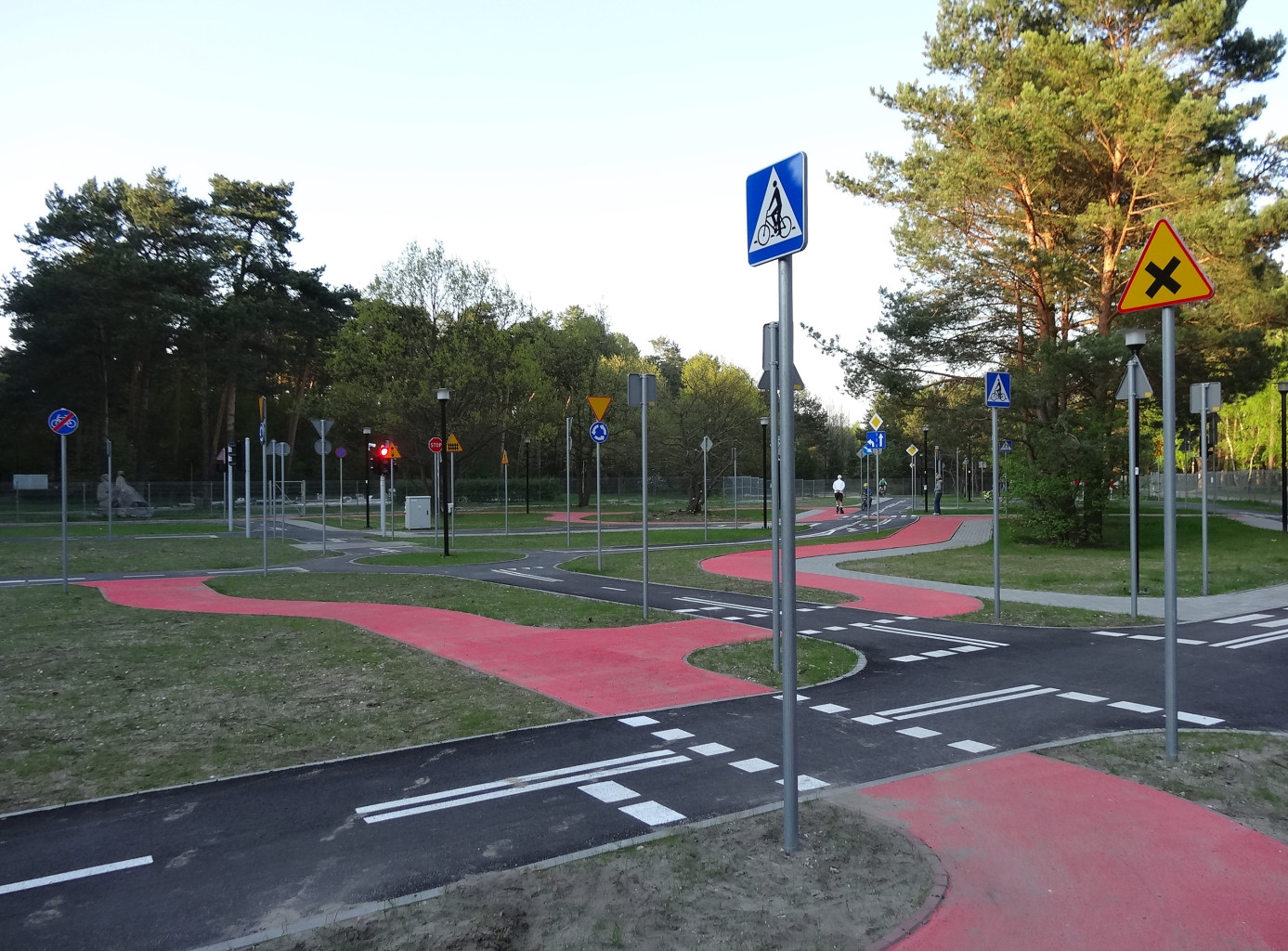
Miasteczko ruchu drogowego w Leśnym Parku Kultury i Wypoczynku w Bydgoszczy

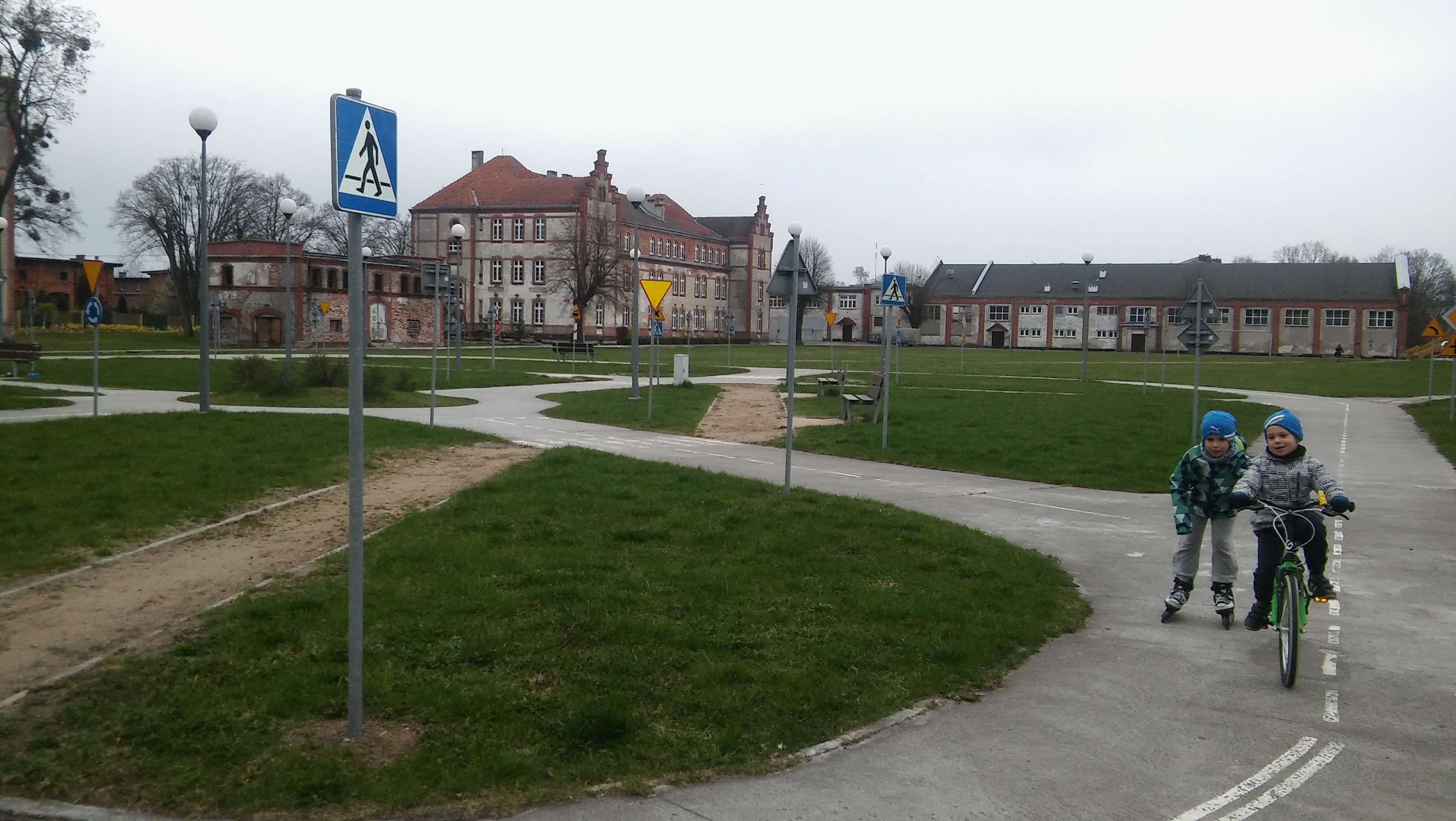
Miasteczko ruchu drogowego przy Szkole Podstawowej nr 5 w Braniewie

Miasteczko ruchu drogowego – wydzielony plac z kompleksem obiektów (jezdnie, przejścia, przejazdy, skrzyżowania w tym z ruchem okrężnym, znaki drogowe) przeznaczony do nauki przepisów ruchu drogowego i praktycznego szkolenia pieszych i rowerzystów oraz do praktycznej nauki jazdy na rowerze. Służy szkoleniu kandydatów na posiadaczy karty rowerowej.

## Wygląd miasteczka
Planując budowę miasteczka drogowego, projektanci powinni uwzględnić w projekcie otoczenie miejscowości, w jakiej będzie się ono znajdować. Mianowicie, jeśli w drodze do szkoły przyszłych rowerzystów znajdują się określone skrzyżowania bądź przejazd kolejowo-drogowy, należy je umieścić w planie, jednak ze względu na ograniczoną powierzchnię pod budowę miasteczka budowa przejazdów jest pomijana. Warto też uwzględnić wyjazd z posesji lub drogi gruntowej, aby dzieci mogły samodzielnie uczyć się włączać do ruchu. Głównymi użytkownikami miasteczek są rowerzyści, lecz dobrze jest, aby znajdowały się w nich przejścia dla pieszych, aby młodsze dzieci uczyły się poruszania jako piesi. Droga po miasteczku jest urozmaicona dużą liczbą znaków drogowych, aby oprócz praktycznej nauki jazdy na rowerze przyszli rowerzyści mogli wykorzystywać na nim zdobytą wiedzę praktyczną, jaką jest znajomość tych znaków. Miasteczka rowerowe w celu lepszego wyglądu estetycznego są obsiewane trawą, ustrajane różnymi kwiatami bądź klombami na rondach.

## Przyczyny budowania miasteczek
Główną przyczyną powstawania miasteczek jest praktyczne przygotowanie małoletnich kandydatów do zdania egzaminu na posiadaczy karty rowerowej. Jazda po nich ma ich nauczyć bezpiecznego poruszania się rowerem oraz wykorzystywania wiedzy teoretycznej w rozpoznawaniu i przestrzeganiu znaków drogowych. Poza tym uczy integracji i jazdy z innymi rowerzystami. Mniejsze dzieci zapoznają się z ruchem pieszych, co powoduje, że miasteczka pełnią funkcję edukacyjną. Budowa miasteczek należy do obowiązków samorządów terytorialnych, władz gmin lub miasta. Ścisła współpraca powinna być prowadzona pomiędzy policją a szkołą. Propagowaniu wiedzy mają służyć edukacyjne imprezy związane z bezpieczeństwem rowerzysty bądź przeprowadzenie akcji na rzecz prawidłowego wyposażenia jednośladów.

### Wypadki śmiertelne z udziałem dzieci

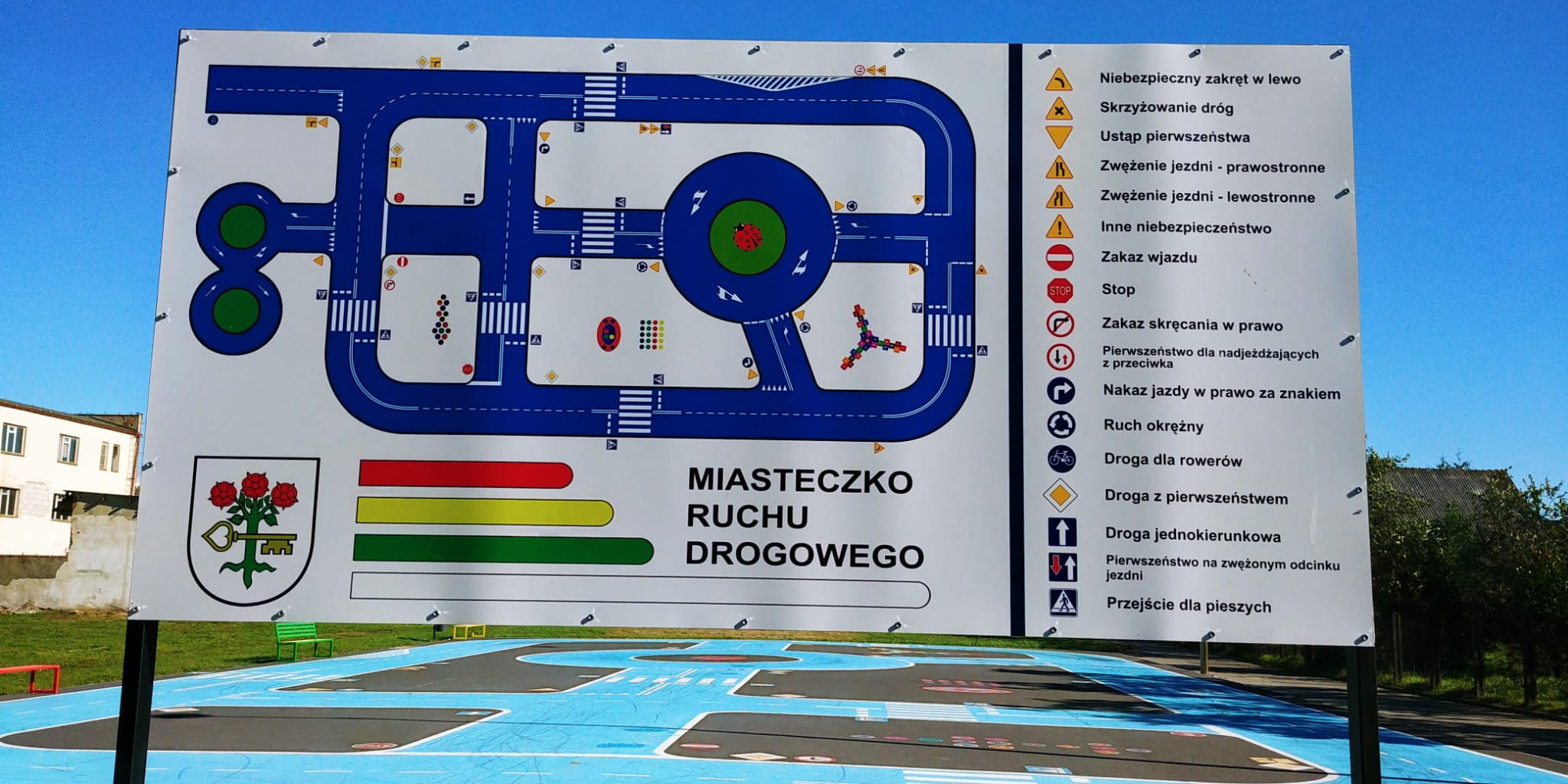
Układ przestrzenny miasteczka ruchu drogowego.

Impulsem do budowy miasteczek jest duża liczba wypadków drogowych z udziałem dzieci. Ich częstą przyczyną jest nieodpowiednie zachowanie małoletnich, które samodzielnie poruszając się, nagle wybiegają na drogę, przebiegając w niedozwolonym miejscu bądź ulegają chwilowemu roztargnieniu, jakim jest rozmowa z kolegą lub koleżanką.
| Wiek      | Zabici | Ranni | Zabici | Ranni | Zabici | Ranni |
| Wiek      | 2005   | 2005  | 2006   | 2006  | 2007   | 2007  |
| 0–6 lat   | 59     | 1526  | 50     | 1446  | 59     | 1480  |
| 7–14 lat  | 114    | 4565  | 101    | 4311  | 97     | 4274  |
| 15–17 lat | 165    | 3388  | 149    | 3156  | 180    | 3257  |
| Łącznie   | 338    | 9479  | 300    | 8913  | 336    | 9281  |